# Carl Bonde (1877–1937)
Carl Gotthard Bonde, född 28 juli 1877 på Gimmersta herrgård i Julita församling i Södermanlands län, död 29 juli 1937 på Eriksberg i Stora Malms församling i Södermanlands län, var en svensk friherre och hovjägmästare.

## Biografi
Carl Bonde var son till överstekammarjunkaren, friherre Carl Carlson Bonde och friherrinnan Sophie Beck-Friis. Efter akademiska studier blev han juris kandidat vid Uppsala universitet 1902, attaché i Paris samma år, andre sekreterare i utrikesdepartementet 1904, förste sekreterare 1906, legationssekreterare i disponibilitet 1907 och hovjägmästare 1908. 1926 blev Bonde förste hovjägmästare.
Han var ordförande i Oppunda härads sparbank, Mälardalens lantmannaförbund, Forssjö trävaruaktiebolag, Hävla bruksaktiebolag, styrelseledamot i Åsa folkhögskola samt Södermanlands jaktvårdsförening med flera företag och organisationer.
Carl Bonde gifte sig 1911 med friherrinnan Ingeborg Thott (1881–1943), dotter till överstekammarjunkaren, greve Otto Thott och Augusta Hallenborg. De fick fem barn: Ingel Bonde-Hatz (1912–1989), gift först med läkaren Bengt Nystedt och sedan med konstnären Felix Hatz, Agneta Hedberg (1913–1994), gift med läkaren och docenten Helge Hedberg, Carl Jedvard Bonde (1914–1988), hovjägmästare, Knut Bonde (1917–1997), ryttmästare, och Eric Bonde (1918–1980).
Han är genom dottern Ingel morfar till konstnären Madeleine Hatz och arkitekten Elizabeth Hatz samt mormors far till skådespelaren Lia Boysen.

## Utmärkelser

### Svenska utmärkelser
- Konung Gustaf V:s jubileumsminnestecken med anledning av 70-årsdagen, 1928.[7]
- Kommendör av andra klassen av Vasaorden, 16 juni 1928.[9]
- Riddare av första klassen av Vasaorden, 1916.[10]
- Riddare av Nordstjärneorden, 1922.[11]
- Riddare av Johanniterorden i Sverige, tidigast 1921 och senast 1925.[12][13]

### Utländska utmärkelser
- Kommendör av första graden av Danska Dannebrogorden, tidigast 1931 och senast 1935.[7][14]
- Kommendör av andra graden av Danska Dannebrogorden, tidigast 1925 och senast 1928.[13][15]
- Kommendör av första klassen av Spanska Civilförtjänstorden, tidigast 1928 och senast 1931.[7][15]
- Kommendör av första klassen av Spanska Isabella den katolskas orden, tidigast 1915 och senast 1918.[16][17]
- Kommendör av Spanska Isabella den katolskas orden, senast 1915.[16]
- Andra klassen Osmanska rikets Meschidie-orden, senast 1915.[16]
- Officer av Belgiska Leopoldsorden, senast 1915.[16]
- Officer av Franska Hederslegionen, senast 1915.[16]
- Officer av Italienska Sankt Mauritius- och Lazarusorden, senast 1915.[16]
- Officer av Österrikiska Frans Josefsorden, senast 1915.[16]